# Glavkij
Glavkij (grško: Γλαυκίας [Glaukias]), kralj ilirskih Tavlantov, ki je vladal približno od leta 335 do 302 pr. n. št.. Tavlanti so bili v drugi polovici 4. stoletja pr. n. št. eno od vodilnih ilirskih plemen. Datuma rojstva in smrti nista poznana.
Gavkij je prvič omenjen leta 335 pr. n. št., ko je z upoštevanja vredno vojsko prišel na pomoč Klejtu Dardanskemu v bitki pri Pelionu proti Aleksandru Makedonskemu. V bitki sta bila oba vladarja poražena in Klejt je bil prisiljen poiskati zatočišče pri Tavlantih. Aleksander ga po bitki ni zasledoval, ker je medtem izvedel za vstajo v Tebah.
Drugič je omenjen skoraj dvajset let kasneje, ko je dal azil mladoletnemu Piru Epirskemu, ko so njegovega očeta Eakida izgnali iz Epirja. Njegovo dejanje je užalilo makedonskega kralja Kasandra, ki si je prizadeval dobiti Epir zase in je Glavkiju zaman ponujal dvesto talentov, da bi se odrekel otroku.
Kasander je kmalu zatem napadel Glavkija in ga porazil. Glavkij se je s pogodbo obvezal, da se bo vzdržal sovražnosti proti Kasandrovim zaveznikom, a je kljub temu obdržal Pira na svojem dvoru. Po smrti Alketa II. Epirskega leta 307 pr. n. št. je izkoristil priložnost in s svojo vojsko napadel Epir. Na epirski prestol je postavil dvanajstletnega princa Pira. 
Glavkijevo ozemlje je mejilo na ozemlji Apolonije in Epidamnosa, zato je bil s tema državama pogosto v sporih. Leta 312 pr. n. št. je dobil oblast nad Epidamnosom.
Datum Glavkijeve smrti ni znan, izgleda pa, da je leta 302 pr. n. št. še vladal. Tega leta je bil namreč prisoten na poroki enega od Pirovih sinov.

## Ilirska vstaja (335 pr. n. št.)

### Ozadje
Leta 344 pr. n. št.  se je Glavkijev oče Plevrat I. spopadel s Filipom II. Makedonskim in doživel poraz.  Po bitki je brezupno poskušal preprečiti Filipovo napredovanje v Ilirijo. V spopadih mu je uspelo raniti Filipa in polovico njegovih bežečih elitnih enot. Ker je Filip izgubil tudi nekaj svojih dobrih prijateljev, je bil na koncu zadovoljen samo z zasedbo Desaretije.  Po teh dogodkih Izokrat omenja, da obsega tavlantska država samo ozemlje ob Jadranskem morju.
Izgleda, da sta imela Glavkij in Aleksander, morda do leta 335. pr. n. št., dokaj prijateljske odnose, čeprav to ni povsem dokazano. Aleksander je kot kraljev paž spremljal očeta Filipa na pohodih v Ilirijo. Leta 337 pr. n. št. je spremljal svojo mater Olimpijo v Epir in od tam odšel v Ilirijo, kjer se je srečal z najmanj enim kraljem, morda celo z Glavkijem. Aleksander je morda  imel v Iliriji tudi drugačne zveze, saj je v času, ko se je sprl z očetom, dobil zavetje prav v Iliriji. Tavlantska država je kljub temu nadaljevala svojo protimakedonsko politiko vse do izbruha ilirske vstaje.
Ko je Aleksander leta 335 pr. n. št. izvedel, da se Iliri pripravljajo na napad nanj, je bil najbrž na ozemlju Agrianov. Vstaja se je začela v Dardaniji pod vodstvom kralja Klejta. Dardancem so se kmalu pridružili Glavkijevi Tavlanti in Plevrijevi Avtarijati, ki so načrtovali napasti s severa. Klejt je zasedel mesto Pelion na ilirski strani Volčjega prelaza (albansko: Qafa e Ujkut – Volčji vrat). Pelion je bil v tistem času najmočnejše mesto v regiji in zelo primerno izhodišče za napade na Makedonijo.

### Bitka pri Pelionu
Aleksander je odkril, da Klejt ni zasedel samo Peliona, ampak tudi okoliške vzpetine, obrnjene proti mestu, ki so ovirale dostop do Volčjega prelaza. Očitno je čakal na Glavkijev prihod. Aleksander je želel najprej napasti Klejta, zato je ob reki Eordiakos postavil in utrdil tabor, ki je bil povsem na očeh Dardancev. Naslednje jutro je svojo vojsko pomaknil pod obzidje Peliona. Njegov manever je izzval Dardance, da so se spustili z okoliških vzpetin in se pripravili na napad na Makedonce z boka in iz zaledja. Aleksander je nato obrnil svojo vojsko in prisilil Dardance k umiku. Po njihovem umiku je nameraval okoli Peliona zgraditi obzidje, s katerim bi blokiral mesto in ga uporabil za lastno obrambo.
Naslednji dan je iz Korče preko Cangonjskega prelaza na čelu velike vojske prikorakal Gavkij in se pridružil Klejtu. Ilirska vojska je bila v veliki premoči in Aleksander je pričakoval poraz. Pratežne vozove v spremstvu konjenice je pod Filotasovim poveljstvom poslal proti Korči, da bi v njeni okolici zbrali čim več živeža. Makedoncem je uspelo priti skozi nezavarovan Cangonjski prelaz, ki ga Glavkij pomotoma ni zavaroval. Ko je Glavkij spregledal svojo napako, je z obeh strani zasedel prelaz in upal, da bo Filotasa prestregel ob povratku. Svojo vojsko je razdelil tudi Aleksander. Pred Pelionom je pustil dovolj vojakov, da bi lahko preprečili izpad Klejtove vojske, s hipaspisti, lokostrelci in dvema oddelkoma konjenice, skupaj kakšnih 5.000 mož, pa je odkorakal na Cangonjski prelaz, da bi odprl prehod. Glavkijevi Tavlanti so brez boja dovolili prehod Filotasovemu pratežu.
Zaloge, ki jih je pripeljal Filotas, so bile skromne in bi zadoščale samo za nekaj časa. Iliri na okoliških vzpetinah so imeli veliko konjenikov, kopjanikov in pračarjev in precejšnje število težko oklepljenih pešakov. Aleksander se naslednje jutro kljub temu ni nameraval vdati, ampak udariti v sredino ilirske vojske, se prebiti do Volčjega prelaza in ga zasesti. Prelaz je na eni strani omejevala reka, na drugi strani pa strme stene. Na najožjem delu so lahko vštric korakali samo štrije možje.
Zaradi majhnega števila vojakov je to lahko dosegel samo s prevaro. Zjutraj je na ravnici pred Pelionom zbral svojo vojsko s katapulti in brez prateža in začel izvajati zapletene vojaške manevre. Makedonska falanga je tvorila trden blok, širok sto mož in globok 120 mož.  Na obeh bokih sta bila oddelka po 200   konjenikov. Katapulti so Glavkija in Klejta napeljali na misel, da bodo Makedonci napadli mestno obzidje.  Glavkijevi vojaki so se zato spustili okoliških vzpetin in z občudovanjem opazovali paradiranje Makedoncev, potem pa je Aleksander levi bok falange prestrojil v klin (embolon) in napadel. Dardanci so pod njegovim pritiskom popustili in pobegnili, dal vojske pa se je umaknil proti Pelionu. 
Tri dni kasneje je Aleksander ponoči napadel Ilire, ki so bili prepričani, da so se Makedonci dokončno umaknili. Iliri zato v taboru niso postavili predstraž in zgradili obrambnega nasipa. Napadli so hipaspisti, lokostrelci in Agriani ter dve falangi, skupaj več kot 7.000 mož. Iliri so se panično razbežali. Klejt in vojska pod njegovim neposrednim poveljstvom je pobegnila v Pelion, ubežnike pa je začela zasledovati makedonska konjenica. Zasledovanje je potekalo vse do bližnjih gora, se pravi kakšnih 95 km daleč. Klejt je zatem požgal Pelion, da ne bi prišel v nasprotnikove roke in se v bližini Tirane pridružil Glavkiju.

### Posledice
Po Aleksandrovem pobegu in končni zmagi so vsaj nekateri Iliri spoznali, kako zelo se je Makedonija  spremenila, odkar jo je Bardilis pred komaj petdesetimi leti spravil povsem na kolena. Leta 334 pr. n. št. je veliko ilirskih pešakov služilo v Aleksandrovi ekspedicijski vojski, še več vojakov pa mu je kasneje služilo v Aziji. Tja so odšli verjetno z Glavkijevo in Klejtovo privolitvijo. Glavkij je kljub porazu še dolgo vladal svojemu kraljestvu.

## Posvojitev Pira Epirskega
Leta 317, šest let po Aleksandrovi smrti, je bila Makedonija v rokah brezobzirnega kralja Kasandra. Po uporu v Epirju in izgonu epirskega kralja Eakida med Molose je Glavkij ponudil azil njegovemu sinu Piru. Plutarh piše, da so se Pirovi spremljevalci uspeli izogniti zasledovalcem. Po prihodu v Ilirijo so našli Glavkija in njegovo ženo na njunem domu in položilo otroka na tla pred njune noge. Pir se je po vseh štirih splazil na Glavkijeva kolena, on pa se je zasmejal. Otroka je nato predal svoji ženi Beroeji, ki je bila molosijska princesa, in ji ukazal, da ga vzgaja skupaj z njunimi sinovi.  Kasander je za otroka ponujal dvesto talentov, vendar mu ga Glavkij ni izročil.
Pir je odraščal na Glavkijevem dvoru. Kakšnih pet let kasneje je Glavkij leta 307 pr. n. št. napadel Epir, postavil v Molosiji na oblast protikasandrovo stranko in na prestol posadil dvanajstletnega Pira. Glavkij je s tem izzval Makedonce, že drugič po bitiki pri Pelionu leta 335 pr. n. št.. Tega ni naredil iz kakšnih čustvenih nagibov, ampak je s tem želel dobiti zaveznika in zagotoviti obstoj svoje lastne države, ki so jo neprestano napadali Makedonci.

## Vojna v Epirju
Leta 317 pr. n. št. je bil Glavkij v vojaški zvezi z grškima kolonijama v Epidamnu in Apoloniji in otokom Krfom. Kasander je kljub temu, da ni bil v najboljšem položaju, leta 314 pr. n. št. napadel Apolonijo in jo že v prvem poskusu osvojil. Zatem je krenil proti severu, prečkal reko Genusus, sedanji Shkumbini, in premagal Glavkijevo vojsko. Prebivalce Epidamna je preslepil s hlinjenim umikom in nato v mestu postavil svojo vojaško garnizijo. Glavkija je pustil na prestolu pod pogojem, da ne bo napadal Kasandrovih zaveznikov. Leta 313 pr. n. št. je dogovor propadel. Glavkij je leta 312 začel oblegati Apolonijo in jo s pomočjo Špartanca Akrotata osvojil in pregnal makedonsko garnizijo.
Krf je zaradi vojne v Epirju v Apolonijo in Epidamen poslal svojo pomoč. V Epidamnu je premagal Kasandrovo garnizijo in nato mesto prepustil Glavkiju. Glavkijevi vojski so se pred njegovim prevzemom oblasti pridružili mestna oligarhi, ki so jo izgnali demokrati in krfska vojska.

## Smrt
Datum Glavkijeve smrti v pisnih virih ni omenjen, izgleda pa, da je bil leta 302 še na prestolu, ker je Pir tistega leta prišel na poroko enega od njegovih sinov. Po njegovi smrti sta njegovo državo morda nasledila  Pir in Bardilis II., vendar za to ni nobenega trdnega dokaza.

## Sklic
1. ↑  G. Long in A. Stewart (2007), Plutarch's Lives, 2/4, str. 120.
2. 1 2  N. G. L. Hammond, F. W. Walbank, A History of Macedonia: Volume III, 336-167 B.C.
3. 1 2  N. Ceka, Illlyrian to the Albanians, Migjeni, 2005.
4. ↑  P. J. Rhodes, A History of the Classical Greek World, 478 - 323 BC, Blackwell History of the Ancient World, 2005, str. 82.
5. ↑  »arhivska kopija«. Arhivirano iz prvotnega spletišča dne 10. novembra 2014. Pridobljeno 7. maja 2012.